# Um-zu-Satz
Ein um-zu-Satz ist eine grammatikalische Struktur im Deutschen, die einen Untertyp einer Infinitivgruppe darstellt. Die Struktur hat einen satzwertigen Charakter, wenngleich sie in der traditionellen deutschen Grammatik nicht als Nebensatz eingestuft wurde. In der neueren Linguistik wird der um-zu-Satz als infiniter Nebensatz aufgefasst – anders gesagt also eine „inkohärente Konstruktion“ des Infinitivs – und das um darin als eine Konjunktion für Infinitivsätze.
Beispiel: „Er trinkt das Gebräu nur, um gesund zu werden.“

## Bedeutung

### Mitverstandenes Subjekt
Um-zu-Sätze haben, wie alle infiniten Sätze im Deutschen, kein grammatikalisches Subjekt, ein Subjekt für das infinite Prädikat wird jedoch mitverstanden. In der um-zu-Konstruktion des Beispielsatzes Er trinkt das Gebräu, um gesund zu werden muss dieses implizite Subjekt von gesund werden denselben Bezug haben wie das Subjekt er im Hauptsatz (dies wird in der Sprachwissenschaft als „Kontrolle“ des Infinitivsubjekts bezeichnet).
Es gibt jedoch Ausnahmen von der Erfordernis, dass das mitverstandene Subjekt im um-zu-Satz mit dem des Hauptsatzes übereinstimmt. Sie ergeben sich bei manchen Sätzen, wo im Hauptsatz keine handelnde Person Subjekt ist, sondern auch dort nur mitverstanden wird:
- Viel Geduld war nötig, um die Tiere aneinander zu gewöhnen.

Hier ist der, der die Tiere aneinander gewöhnt, dieselbe Person, die auch Geduld aufbringt, sie tritt jedoch nicht als grammatisches Subjekt auf.

### Verwendung als Finalsatz
Um-zu-Sätze können verschiedene adverbielle Bedeutungsbeziehungen ausdrücken. Zum einen können sie die Bedeutung eines Finalsatzes haben. Sie können dann mit finiten Finalsätzen mit der Konjunktion damit umschrieben werden. Das zu erschließende Subjekt der um-zu-Konstruktion taucht dann neu als sichtbares Subjekt des damit-Satzes auf. Beispiel:
- Er trinkt das Gebräu, damit er gesund wird. (Subjekt im damit-Satz: er = Subjekt von trinken, flektierte Verbform: wird)

Eine Gleichsetzung mit dem Subjekt des Hauptsatzes ist allerdings für den finiten Nebensatz generell nicht erforderlich – der folgende damit-Satz lässt sich dann nicht mit um-zu ausdrücken:
- Otto montierte das Schild auf Augenhöhe, damit jeder es sieht.

### Verwendung als Konsekutivsatz
Eine andere Bedeutung der um-zu-Konstruktion wird in die Familie der Konsekutivsätze eingeordnet (siehe dort unter „negativer Konsekutivsatz“), wie im Beispiel:
- Er ist zu alt, um noch als Kind zu zählen.

(Umschreibung mit finitem Nebensatz: „Er ist zu alt, als dass er noch als Kind zählen könnte.“)

## Syntaktische Struktur
Die Analyse von um als Konjunktion ergibt eine Zweiteilung zwischen um und dem nachfolgenden Satzkern, der hier als Verbalphrase (VP) bezeichnet wird.
```
um   
VP
[ gesund 
V
[zu werden] ]
```

Die Verbindung aus um und zu wird in der neueren Syntaxtheorie so erklärt, dass das zu ein Flexions-Merkmal des infiniten Verbs ist, das somit zu einem Merkmal der gesamten Verbphrase wird (ein Kopfmerkmal). Die Konjunktion um verlangt dieses Merkmal, weil sie die VP regiert. Genauer gesagt ist dieser Prozess der sogenannten Statusrektion verwandt (siehe im Artikel Rektion), also so wie auch das Verb scheinen einen zu-Infinitiv verlangt, etwa in: „Er scheint gesund zu werden“.
Somit ist die Tatsache, dass die Konjunktion um mit einem zu-Infinitiv zusammen auftritt, parallel zu der Tatsache, dass die Konjunktion damit mit einem finiten Verb auftritt: Diese letztere Konjunktion regiert eine VP mit dem Merkmal „finit“ (zu solchen Entsprechungen siehe auch im Artikel Complementizer).